# Championnat de Serbie féminin de football
Le Championnat de Serbie de football féminin existe, en tant que tel, depuis 2006. Le championnat a subi les aléas de l'histoire de la Yougoslavie. De 1974 à 1991, ce fut le championnat de Yougoslavie, de 1991 à 2002, ce fut un championnat sans la Croatie, la Bosnie-Herzégovine et la Slovénie. De 2002 à 2006, ce fut le championnat de Serbie-et-Monténégro. 

## La compétition
Le Championnat de Serbie de football féminin compte 12 équipes se disputant le titre en 22 matchs.

## Palmarès

### Yougoslavie
- 1974-1975 : ŽFK Željezničar Subotica
- 1975-1976 : ZNK Zagreb (Croatie)
- 1976-1977 : ZNK Zagreb (Croatie)
- 1977-1978 : ZNK Zagreb (Croatie)
- 1978-1979 : ZFK Sloga Zemun
- 1979-1980 : ZFK Sloga Zemun
- 1980-1981 : ZNK Sloboda '78 Zagreb (Croatie)
- 1981-1982 : ZNK Maksimir Zagreb (Croatie)
- 1982-1983 : ZFK Zeljeznicar Sarajevo (Bosnie-Herzégovine)
- 1983-1984 : ŽFK Mašinac PZP Niš
- 1984-1985 : ŽFK Mašinac PZP Niš
- 1985-1986 : ŽFK Mašinac PZP Niš
- 1986-1987: ŽFK Mašinac PZP Niš
- 1987-1988 : ŽFK Mašinac PZP Niš
- 1988-1989 : ŽFK Mašinac PZP Niš
- 1989-1990 : ŽFK Mašinac PZP Niš
- 1990-1991 : ZNK Maksimir Zagreb (Croatie)

### République fédérale de Yougoslavie
- 1991-1992 : ŽFK Mašinac PZP Niš
- 1992-1993 : ŽFK Mašinac PZP Niš
- 1993-1994 : ZFK Sloga Zemun
- 1994-1995 : ŽFK Mašinac PZP Niš
- 1995-1996 : ŽFK Mašinac PZP Niš
- 1996-1997 : ŽFK Mašinac PZP Niš
- 1997-1998 : ŽFK Mašinac PZP Niš
- 1998-1999 : ŽFK Mašinac PZP Niš
- 1999-2000 : ŽFK Mašinac PZP Niš
- 2000-2001 : ŽFK Mašinac PZP Niš
- 2001-2002 : ŽFK Mašinac PZP Niš

### Serbie-et-Monténégro
- 2002-2003 : ŽFK Mašinac PZP Niš
- 2003-2004 : ŽFK Mašinac PZP Niš
- 2004-2005 : ŽFK Mašinac PZP Niš
- 2005-2006 : ŽFK Mašinac PZP Niš

### Serbie
- 2006-2007 : Napredak Krusevac
- 2007-2008 : ŽFK Mašinac PZP Niš
- 2008-2009 : ŽFK Mašinac PZP Niš
- 2009-2010 : ŽFK Mašinac PZP Niš
- 2010-2011 : ZFK Spartak Subotica
- 2011-2012 : ZFK Spartak Subotica
- 2012-2013 : ZFK Spartak Subotica
- 2013-2014 : ZFK Spartak Subotica
- 2014-2015 : ZFK Spartak Subotica
- 2015-2016 : ZFK Spartak Subotica
- 2016-2017 : ZFK Spartak Subotica
- 2017-2018 : ZFK Spartak Subotica
- 2018-2019 : ZFK Spartak Subotica
- 2019-2020 : ZFK Spartak Subotica
- 2020-2021 : ZFK Spartak Subotica
- 2021-2022 : ZFK Spartak Subotica
- 2022-2023 : ZFK Spartak Subotica
- 2023-2024 : Étoile rouge
- 2024-2025 : Étoile rouge

## Bilan par club
- 24 titres dont 12 fois consécutives : ŽFK Mašinac PZP Niš
- 11 titres : ZFK Spartak Subotica (ancien ŽFK Željezničar Subotica)
- 3 titres : ZFK Sloga Zemun, ZNK Zagreb (Croatie)
- 2 titres : ZNK Maksimir Zagreb (Croatie), Étoile rouge
- 1 titre : Napredak Krusevac, ZNK Sloboda '78 Zagreb (Croatie), ZFK Zeljeznicar Sarajevo (Bosnie-Herzégovine)